# 高知城
高知城（日语：／ Kōchi-jō */?）是位於日本高知縣高知市（舊土佐國土佐郡高知）的一座城堡，別名「鷹城」。高知城在江戶時代是土佐藩的藩廳。高知城在江戶時代修築的天守及本丸御殿、追手門等建築仍有保存，是日本的史跡並被選入日本100名城。高知城位於高知平原中心處的大高坂山上，是梯郭式平山城。高知城利用大高坂山南側的鏡川和北側江之口川為天然護城河。在戰國時代之前，高知城名為大高坂山城。現在的高知城由江戶時代初期土佐藩初代藩主山內一豐興建，在第二代藩主山內忠義時期竣工。山內一豐時期，高知城名為河中山城，後改名為高智山城，再改為現名。
高知城躲過了明治時期廢城令及太平洋戰爭的影響，是日本唯一本丸內建築得到完全保留的城郭。天守、御殿、追手門等15棟建築都得以現存，是日本的重要文化財。城郭全體現在是高知公園，免費對公眾開放，但天守及本丸御殿需付費參觀。高知城附近地區城聚集有高知市政府、高知縣政府、地方法院、地方檢察院等行政和司法機構，是高知縣的行政中心。城內有山內一豐及妻子千代（見性院）、板垣退助的銅像。

## 歷史

### 古代
高知城的前身是大高坂山城，由南北朝時代支持南朝的大高坂松王丸修築在大高坂山上。然而1341年（興國2年）時，松王丸在戰爭中失敗，此後大高坂山城也消失於文獻之中。1587年，長宗我部元親在參加九州征伐後在大高坂山重新築城（但亦有長宗我部元親在1585年時就在大高坂築城的說法）:169。1591年（天正19年），由於大高坂山城排水不暢，長宗我部元親決定放棄大高坂山城，在桂濱附近的浦戶興建浦戶城。

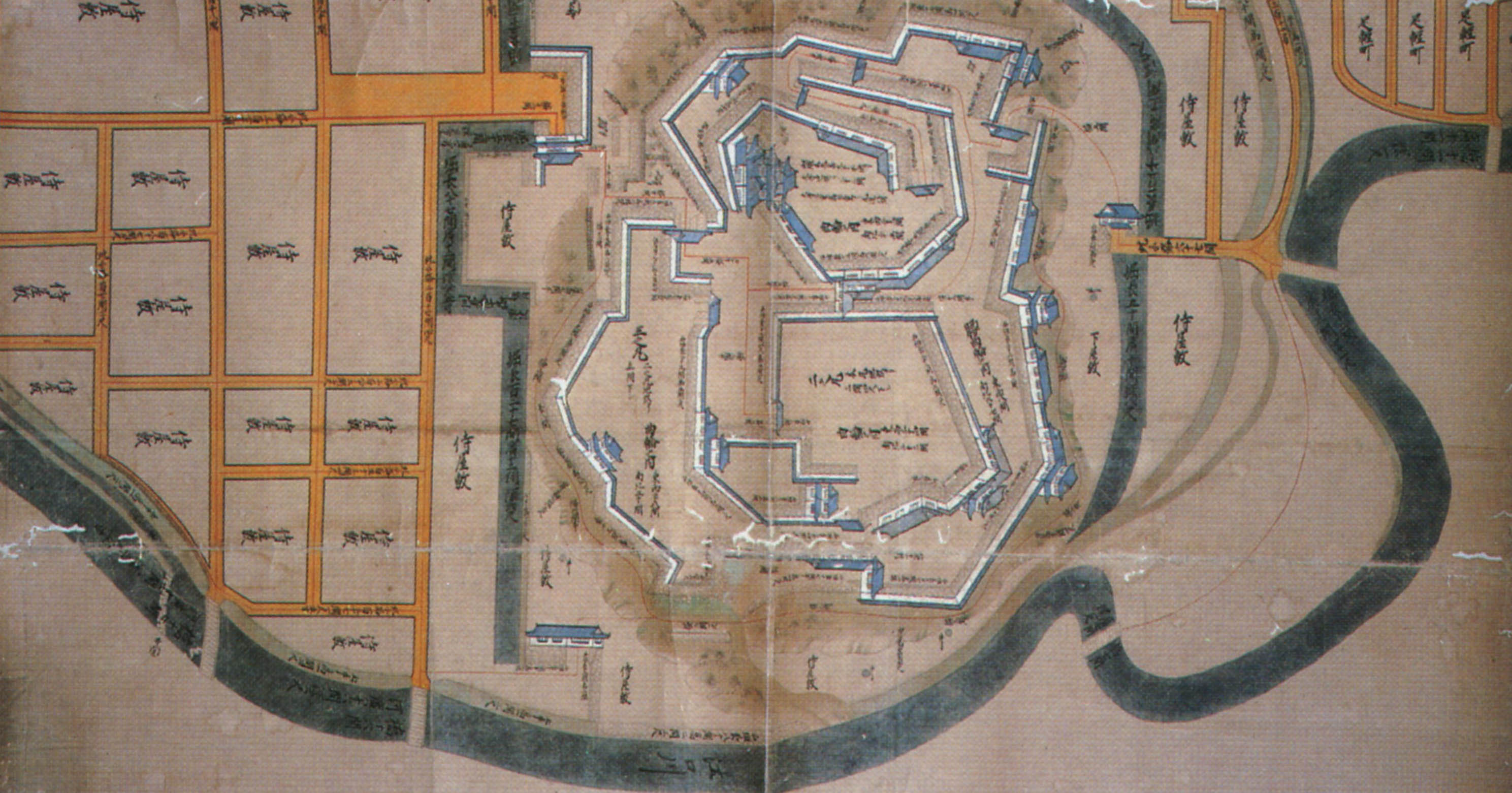
高知城繪圖

關原之戰後，由於長宗我部元親之子長宗我部盛親參加西軍一方而被改封。掛川城主山內一豐改封至土佐國，成為浦戶城主。因浦戶地區由於面積狹小，不適合修築城下町，山內一豐決定在大高坂山修築新城。然而浦戶城亦有臨浦戶灣的地利，且大高坂山附近地區是遍布濕地的三角洲地區，地勢低濕，難以築城。山內一豐懇請德川家康赦免舊織田秀信家老百百綱家並僱其在大高坂山修築新城。百百綱家被任命為總奉行，全權負責築城和興建城下町。他不僅開始在大高坂山興建本丸，還為興建城下町而進行鏡川、江之口川的治水工程。1603年，高知城本丸竣工，山內一豐亦在同年入城。當時高知城的名稱是河中山城（こうちやまじょう）。1610年，由於河中山城多次遭到洪水，第二代藩主山內忠義下令變更「河中」一名。竹林寺僧侶空鏡遂將城郭名稱改為高智山城，後再省略為高知城，城下町也因此改稱高知。1611年，三之丸竣工，高知城全面竣工。
1727年，高知城發生大火，追手門以外的建築幾乎都被燒毀，現在高知城的大部分建築都是在此之後重建的。1729年，第八代城主山內豐敷任命深尾帯刀為普請奉行，著手重建城郭。1749年，天守、櫓、門等部分完成重建。1753年，高知城重建工程竣工。

### 近現代
1873年日本頒布廢城令之後，高知城變為高知公園，現存建築以外的建築都被拆除。1934年，高知城按國寶保存法被指定為國寶（相當於現在的重要文化財）。第二次世界大戰結束之後，高知城於1948年進行大修，並在1950年正式列入重要文化財。進入21世紀後，高知城又進行了本丸南石垣、三之丸石垣等部分的修復工程。

## 現存建築

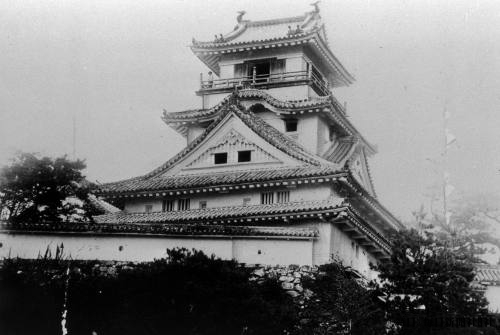
高知城天守老照片

高知城天守在南北方向設有千鳥博風板，東西方向設有唐博風板，是安土桃山時代様式的天守閣。高知城最初的天守閣在1727年時燒毀，現在的建築是在1747年時重建的天守，忠實重現了燒毀之前的外觀，是一座復古型的天守。高知城天守是一座獨立式望樓型天守，外觀四重六層。天守最上層設有高欄，是初代藩主山內一豐模仿之前的居城遠州掛川城而修建，在當時的四國僅見於高知城。高知城的本丸御殿和天守連接，亦是較為少見的構造:127。
除了天守之外，高知城的追手門、詰門等建築也是江戶時代的建築。高知城也是唯一可以自現存追手門看到現存天守的城郭:127，因此追手門前常被作為將高知城全景收入照片的取景地點。高知城的詰門是連接二之丸和本丸的通道，二層是通路，一層是城門並和本丸大手的廊下門呈T字形連接，這一構造也很少有:127。

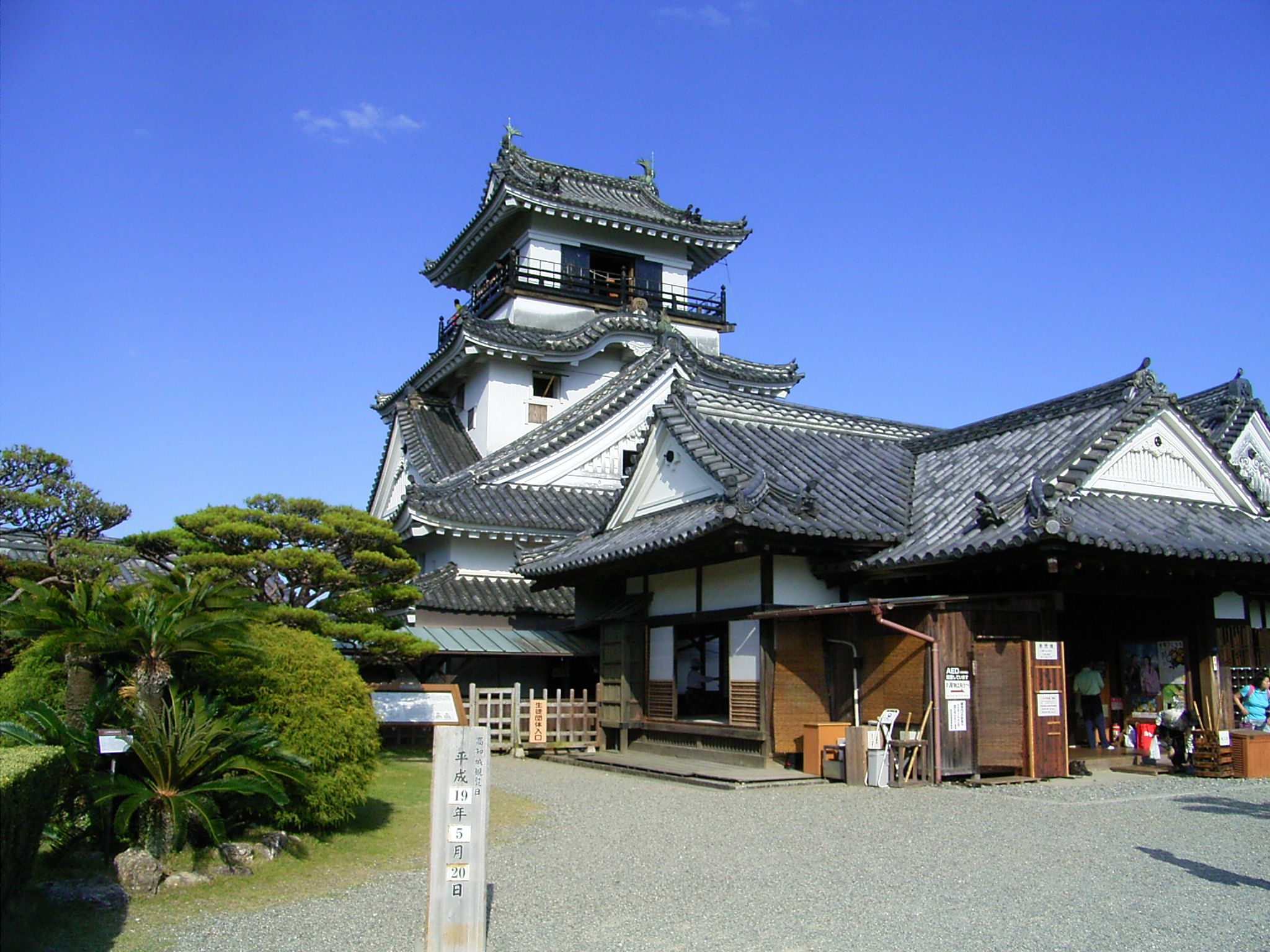
天守及本丸御殿
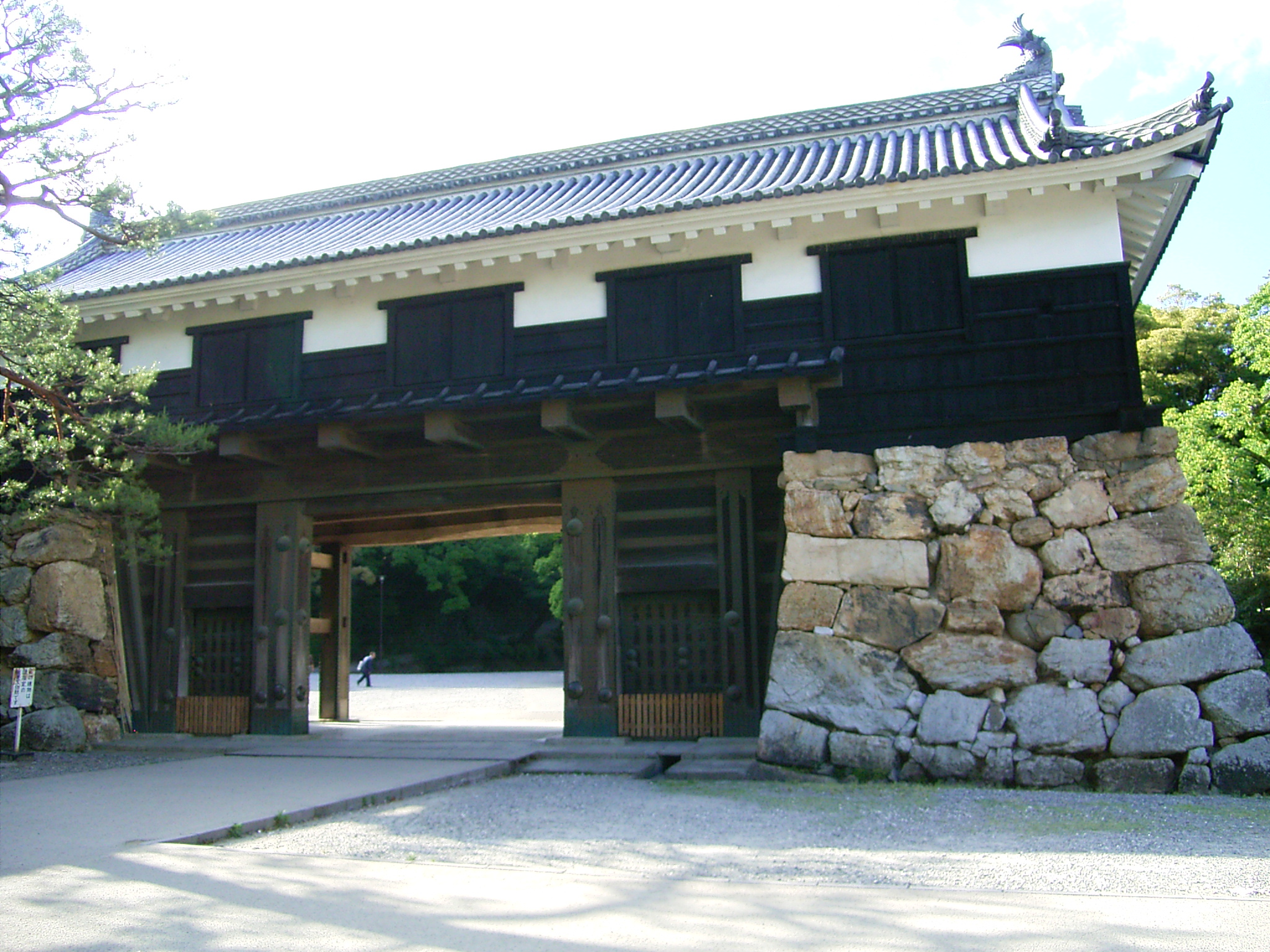
追手門
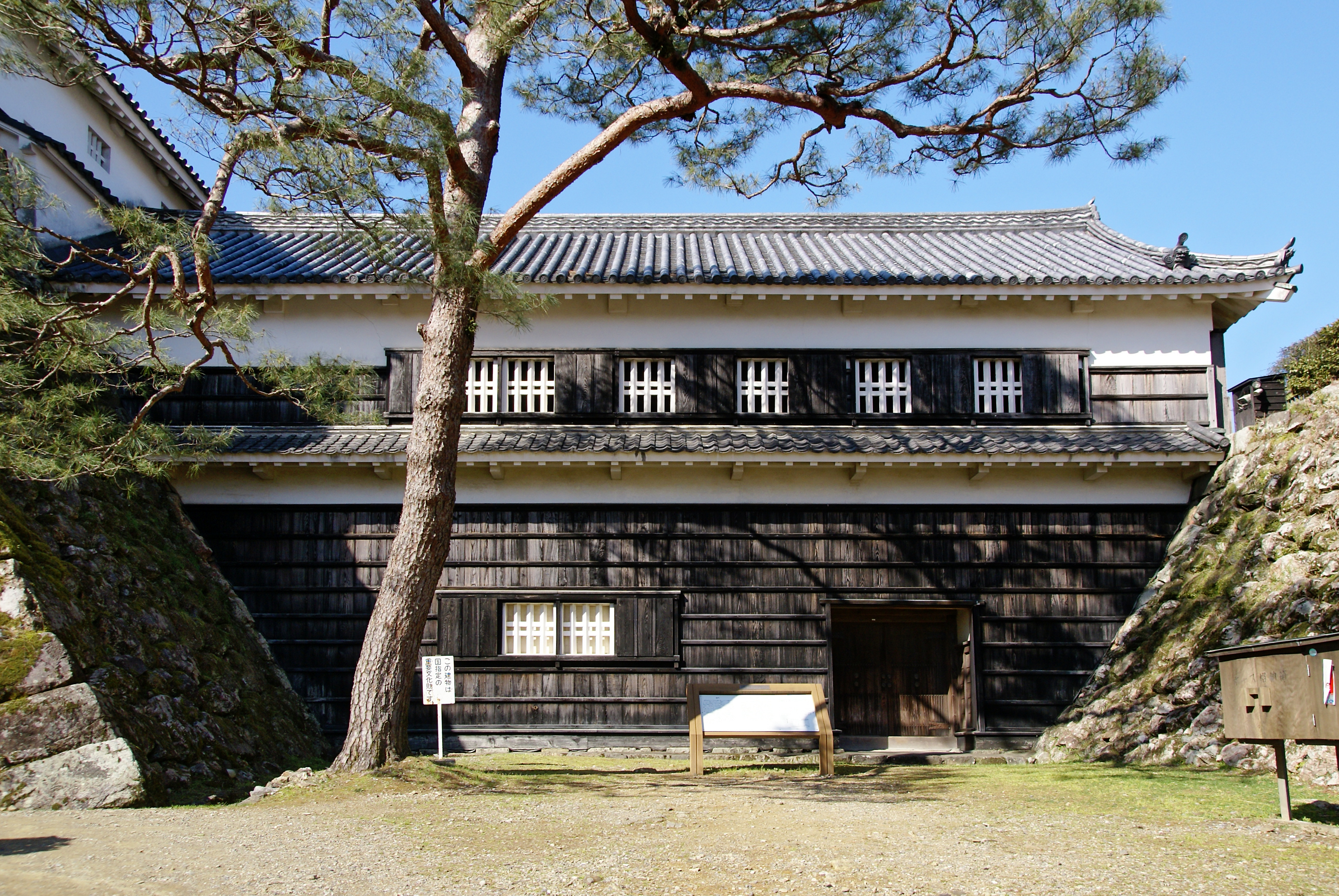
詰門 （自東側起，右側是二之丸，左側是本丸）

## 重要文化財
1950年8月29日，高知城的天守、懐德館（本丸御殿）、納戶藏、黑鐵門、西多聞、東多聞、詰門、廊下門、追手門、天守東南矢狹間塀、天守西北矢狹間塀、黒鐵門西北矢狹間塀、黒鉄門東南矢狹間塀、追手門西南矢狹間塀、追手門東北矢狹間塀十五處現存的江戶時代建築被列入重要文化財。